# Ndeye Saly Yansané
Pour les articles homonymes, voir Yansané.
Ndeye Saly Yansané, née le 24 septembre 1985, est une escrimeuse sénégalaise.

## Carrière
Ndeye Saly Yansané est médaillée d'argent en sabre par équipes aux Championnats d'Afrique d'escrime 2009 à Dakar et médaillée de bronze en sabre par équipe aux Championnats d'Afrique d'escrime 2012 à Casablanca.